# Ośrodek Badań Jądrowych imienia 17 lipca

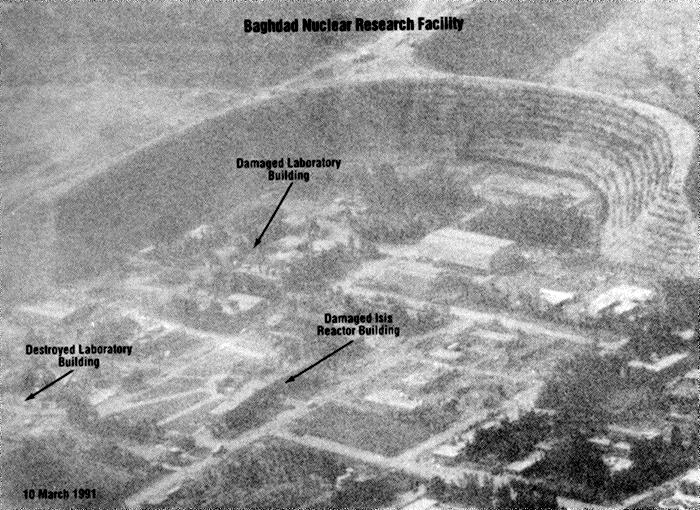
Ośrodek imienia 17 lipca po zbombardowaniu

Ośrodek Badań Jądrowych imienia 17 lipca (arab. 17 Tammuz) – nieistniejący iracki ośrodek badań jądrowych zniszczony przez amerykańskie lotnictwo podczas I wojny w Zatoce Perskiej w 1991 roku (Operacja Opera).
Zatrudniał około 1000 pracowników. Użytkował dwa radzieckie reaktory WWR-S i dwa francuskie Osirak.
Ośrodek mieścił się w Tuwaitha, dzielnicy Bagdadu, ok. 18 km od centrum miasta.